# Folger Shakespeare Library
Die Folger Shakespeare Library ist eine unabhängige Forschungseinrichtung in Capitol Hill in Washington, D.C. Sie besitzt die weltgrößte Sammlung gedruckter Werke William Shakespeares und verfügt über eine umfangreiche Sammlung seltener Objekte aus der frühen Neuzeit (1500–1750). Die Bibliothek wurde von Henry Clay Folger zusammen mit seiner Frau Emily gegründet und 1932, zwei Jahre nach seinem Tod, eröffnet. Die Bibliothek steht unter der Leitung des Amherst College. Ihr Gebäude ist im National Register of Historic Places aufgeführt.

## Geschichte

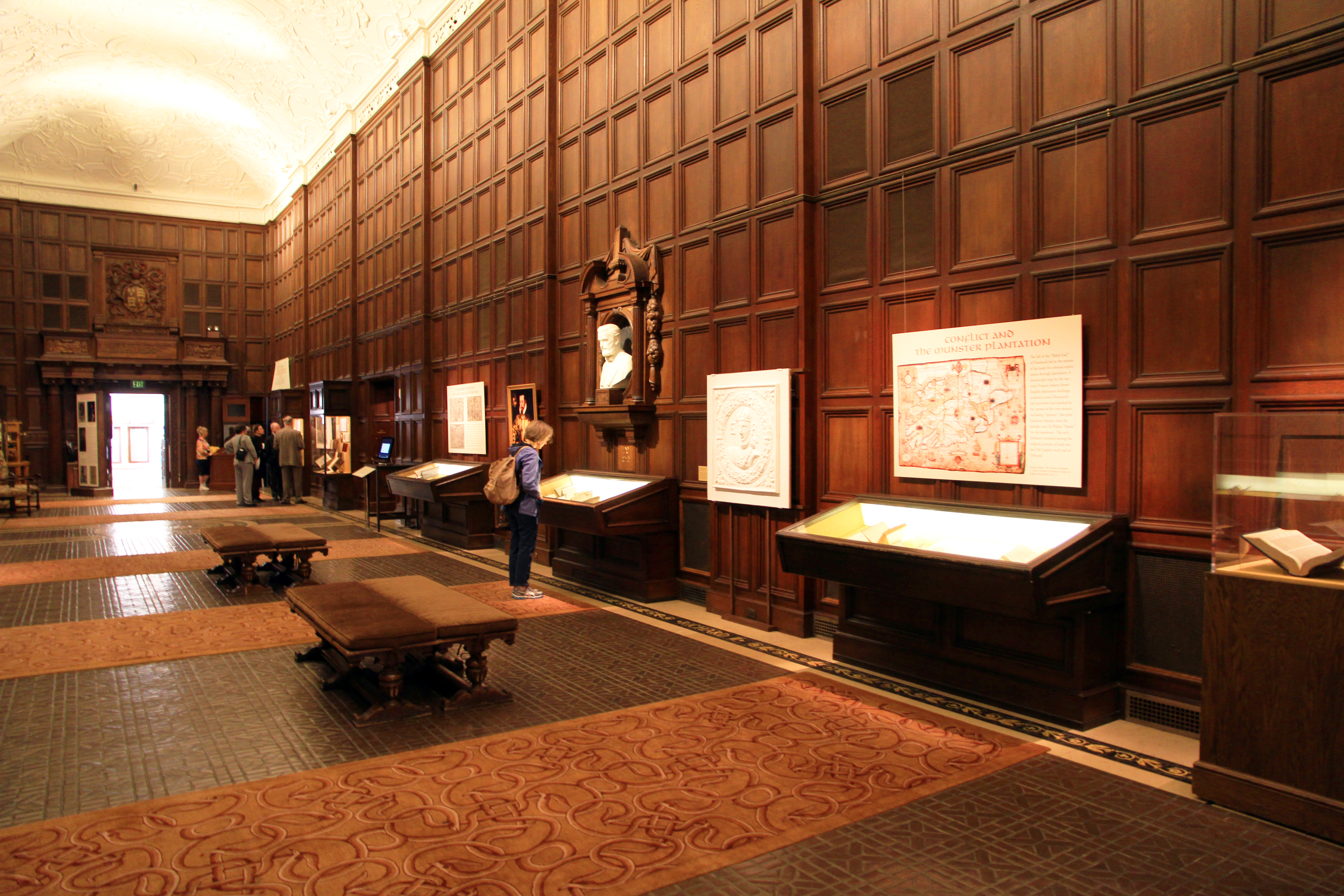
Innenraum der Folger Shakespeare Library

Der ehemalige Präsident der Standard Oil of New York Henry Clay Folger (1857–1930), ein Phi-Beta-Kappa-Absolvent des Amherst College, war ein begeisterter Sammler von Shakespeareana. Nachdem sein Interesse für die ersten Drucke der Shakespeare’schen Werke geweckt worden war, erwarb er eine beachtliche Sammlung von Ausgaben der frühen Quarto-Drucke sowie etwa 80 Exemplare des Drucks der First Folio, was ungefähr einem Drittel aller erhalten gebliebenen Exemplare der ersten Gesamtausgabe von 1623 entspricht. Später entschloss er sich, ebenso wie Henry E. Huntington seine Sammlung der Öffentlichkeit für eine gemeinfreie Nutzung zur Verfügung zu stellen.
Gegen Ende des Ersten Weltkrieges begannen er und seine Frau mit der Suche nach einem geeigneten Ort für seine Bibliothek. Sie wählten ein Gelände in der Nähe der Library of Congress. Folger kaufte über die Jahre Grund, bis er ein ausreichend großes Areal für sein Vorhaben besaß und sein Projekt starten konnte, nachdem der Kongress ihm 1928 die Erlaubnis für sein Bauvorhaben erteilt hatte. Der Grundstein wurde 1930 gelegt; Folger verstarb bald darauf. Sein Vermögen, das durch den Börsenkrach 1929 geschmälert war, vermachte er dem Amherst College. Die Bibliothek wurde im Gedenken an Shakespeares vermuteten Geburtstag am 23. April 1932 eröffnet. Folgers Ehefrau Emily leitete die Geschäfte der Stiftung bis kurz vor ihrem Tod 1936. Der erste Direktor der Bibliothek war von 1940 bis 1946 Joseph Quincy Adams, Jr. Seit 2011 leitet Michael Witmore, ein Pionier der Anwendung digitaler Untersuchungsmethoden von Shakespeare-Texten, als siebter Präsident die Bibliothek.

## Architektur
Das Gebäude der Bibliothek entwarf der Architekt Paul Philippe Cret, der auch das Hauptquartier der amerikanischen Notenbank plante, im Stil des reduzierten Klassizismus. Die Front aus weißem Marmor verzieren neun Bas-Reliefs, die von großen Fenstern aus Aluminium im Stil des Art déco unterbrochen werden. Das Innere des Gebäudes ist im Tudor-Stil gehalten. Die beiden Lesesäle sind Gelehrten mit entsprechender Benutzererlaubnis vorbehalten. Öffentlich zugänglich sind nur die Ausstellungsräume und das Theater. Am 23. Juni 1969 wurde die Folger Shakespeare Library als Baudenkmal in das National Register of Historic Places aufgenommen. Ein zweites Gebäude, das Haskell Center, wurde für Ausbildungszwecke errichtet und im Jahr 2000 eröffnet.

## Sammlung
Die Sammlung mit ihren zahlreichen auf Shakespeare bezogenen Objekten ist vor allem für ihre 82 Exemplare seines First Folio und ihren Bestand an frühen Quartos bekannt. Die Bibliothek besitzt die drittgrößte Sammlung englischer Bücher aus der Zeit vor 1641. Es finden sich über 250.000 Bücher, 55.000 Manuskripte (von Elisabeth I. und John Donne bis Mark Twain und Walt Whitman), 250.000 Programmhefte und 50.000 Papierobjekte (Druckbogen und Fotografien).

## Aktivitäten

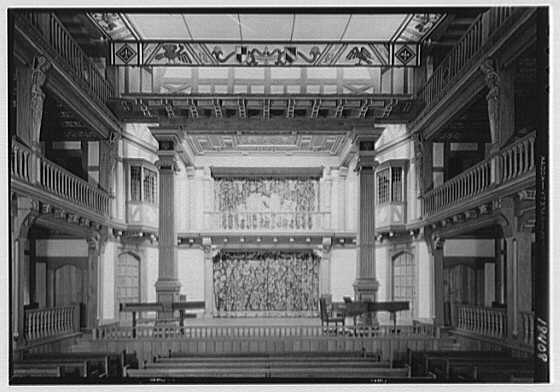
Folger Library Theater um 1932

Die Folger Shakespeare Library organisiert kulturelle und künstlerische Programme, unter anderem Theater, Konzerte, Ausstellungen und Lehrveranstaltungen. Das Folger Theatre bietet Aufführungen von Shakespeare-Stücken und Werken seiner Zeitgenossen. Das Folger Consort führt alte Musik auf. Im Theatersaal findet die jährliche Vergabe des PEN/Faulkner Award for Fiction statt. Das Folger Institute organisiert Konferenzen, Symposien, Seminare, bietet eine Sommerschule an und gibt die Fachzeitschrift Shakespeare Quarterly heraus.
Die Folger Shakespeare Library Editions, eine illustrierte und allgemeinverständlich kommentierte Reihe von Einzelausgaben der Werke Shakespeares, wird im Auftrag der Folger Shakespeare Library von Barbara Mowat und Paul Werstine herausgegeben und erscheint im Verlag Simon & Schuster.